# Cibitoke
Cibitoke – miasto w Burundi; 15 100 mieszkańców (2006). Przemysł spożywczy, włókienniczy.